# Madison Symmetric Torus

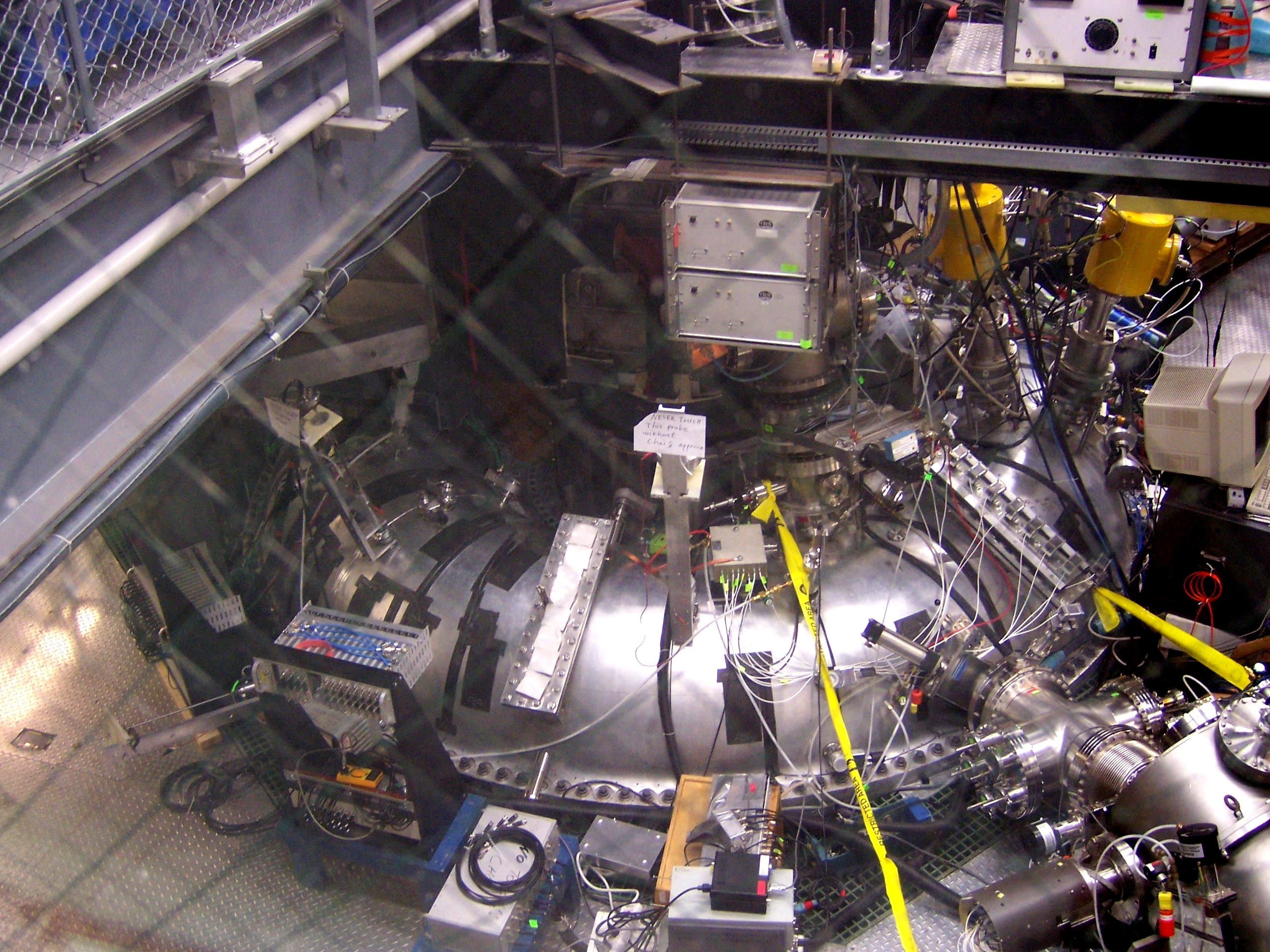
Immagine dell'esperimento MST

Il Madison Symmetric Torus (MST) è un esperimento di fusione nucleare in configurazione reversed-field pinch (RFP) che trova interessanti applicazioni anche nei plasmi astrofisici.
Il laboratorio in cui viene gestito MST si trova presso l'Università del Wisconsin-Madison.
Gli RFP sono diversi dai tokamak (lo schema di confinamento magnetico più popolare) in quanto possono confinare un plasma con un campo magnetico applicato molto più piccolo. Lo svantaggio è che gli RFP tendono ad avere un livello di turbolenza magnetica più alto che nei tokamak.
Costruito alla fine degli anni '80, MST è unico, in quando la camera da vuoto in alluminio (raggio maggiore 1.5 metri e raggio minore 0.5 metri)  funziona anche come "scocca" stabilizzante e come bobina per la produzione del campo magnetico. La corrente indotta nel plasma può variare tra i 30 e i 500 kA.  Il riscaldamento è fornito per effetto Joule dalla corrente che fluisce nel plasma, e che contribuisce allo stesso tempo a formare una delle componenti del campo magnetico. 
MST ha un esperimento gemello, quasi delle stesse dimensioni, che è il Reversed Field eXperiment (RFX), ospitato nell'Istituto per la Scienza e la Tecnologia dei Plasmi del CNR, sede di Padova.